# Orchestre symphonique de l'État de Mérida
L'Orchestre symphonique de l'État de Mérida (en espagnol Orquesta Sinfónica del Estado Mérida ou OSEM)  est un orchestre symphonique vénézuélien basé à Mérida.
C'est une institution à but non lucratif qui vise à promouvoir le développement des activités musicales, en particulier la musique symphonique et de chambre, pour contribuer à l'enrichissement culturel et spirituel des populations de l'État de Mérida et du reste du pays.

## Histoire
L'orchestre est né le 21 juin 1991 comme résultat de l'évolution naturelle de l'orchestre symphonique des jeunes de l'État de Mérida, créé en 1978 dans le cadre du Système d'Orchestres Jeunes du Venezuela guidé par José Antonio Abreu.
Depuis sa fondation, l'OSEM a donné une impulsion au mouvement musical de l'État de Mérida à travers une constante activité artistique et pédagogique. Son fondateur et premier directeur artistique, Amílcar Rivas, jeta les bases de son développement artistique, entre 1994 et 1997 sous la direction musicale de Sergio Bernal qui diversifia son répertoire en y intégrant différents styles de musique symphonique et latino-américaine.
Entre 1998 et 2001, l'OSEM fut dirigé par Felipe Izcaray (es) qui initia le programme de sensibilisation de la population qui constitue aujourd'hui une part fondamentale du projet artistique porté par l'orchestre.
Depuis janvier 2004, sous la direction musicale de César Iván Lara, l'orchestre symphonique de l'État de Mérida a entrepris un processus de consolidation institutionnelle et artistique qui doit permettre la consécration d'un des ensembles symphoniques les plus importants du Venezuela.
Au cours de la saison 2006,  après 15 ans d'activité, l'orchestre participa à de nombreux événements du Gouvernement de l'État Mérida, de l'université des Andes et de plusieurs municipalités. Au total, 39 concerts symphoniques et 108 concerts pédagogiques ou de chambre ont été organisés dans 21 villes de l'État et avec la présence d'artistes d'envergure mondiale. En 1999, l'OSEM a été désigné Patrimoine Culturel de l'État de Mérida.
L'été 2011 verra la célébration du vingtième anniversaire de l'OSEM. À cette occasion, un grand concert, organisé avec la communauté italienne vénézuélienne, participation de nombreux artistes italiens et internationaux.